# Campeonato Sergipano 2009
In 2009 werd het 86ste Campeonato Sergipano gespeeld voor voetbalclubs uit de Braziliaanse staat Sergipe. De competitie werd georganiseerd door de FSF en werd gespeeld van 18 januari tot 6 mei. Confiança werd kampioen. 

## Eerste toernooi
| Plaats | Club          | Wed. | W | G | V | Saldo | Ptn. |
| ------ | ------------- | ---- | - | - | - | ----- | ---- |
| 1.     | Confiança     | 18   | 9 | 8 | 1 | 25:10 | 35   |
| 2.     | Sergipe       | 18   | 7 | 7 | 4 | 30:20 | 28   |
| 3.     | Sete de Junho | 18   | 7 | 7 | 4 | 21:17 | 28   |
| 4.     | Itabaiana     | 18   | 7 | 6 | 5 | 26:21 | 27   |
| 5.     | São Domingos  | 18   | 6 | 5 | 7 | 30:29 | 23   |
| 6.     | América       | 18   | 6 | 5 | 7 | 22:24 | 23   |
| 7.     | Olímpico (1)  | 18   | 7 | 4 | 7 | 26:25 | 19   |
| 8.     | Guarany       | 18   | 5 | 4 | 9 | 28:40 | 19   |
| 9.     | São Cristóvão | 18   | 4 | 5 | 9 | 15:29 | 17   |
| 10.    | Canindé       | 18   | 3 | 7 | 8 | 17:25 | 16   |

 (1): Olímpico kreeg zes strafpunten voor het opstellen van een niet-speelgerechtigde speler.
|  | Geplaatst voor tweede toernooi en voor finale |
|  | Geplaatst voor tweede toernooi                |
|  | Degradatie                                    |

## Tweede toernooi
| Plaats | Club          | Wed. | W | G | V | Saldo | Ptn. |
| ------ | ------------- | ---- | - | - | - | ----- | ---- |
| 1.     | Sergipe       | 6    | 4 | 1 | 1 | 11:6  | 13   |
| 2.     | Confiança     | 6    | 3 | 1 | 2 | 11:10 | 10   |
| 3.     | Sete de Junho | 6    | 3 | 1 | 2 | 8:8   | 10   |
| 4.     | Itabaiana     | 6    | 0 | 1 | 5 | 2:8   | 0    |

|  | Geplaatst voor finale |

## Finale
|            |                               |       |           |  |
| 3 mei Heen | Sergipe                       | 2 – 1 | Confiança |  |
| 3 mei Heen | Hugo Henrique 30' Cleiton 45' |       | 48' Bira  |  |

|             |                      |       |         |  |
| 6 mei Terug | Confiança            | 2 – 0 | Sergipe |  |
| 6 mei Terug | Téo 23' Zé Paulo 75' |       |         |  |

### Kampioen
| Campeonato Sergipano de 2009   |
| Sergipe                        |
| ------------------------------ |
| CONFIANÇA Kampioen (18° titel) |